# Guano Islands Act
Pour les articles homonymes, voir Guano (homonymie).
Le Guano Islands Act est une loi fédérale américaine votée par le Congrès des États-Unis le 18 août 1856. Elle autorise tout citoyen américain à prendre possession d'une île contenant des gisements de guano. L'île peut être située n'importe où sur la planète, du moment qu'elle est inoccupée et qu'elle n'est pas soumise à la juridiction d'un autre gouvernement. Elle autorise le président des États-Unis à recourir à la force militaire pour la protéger et les lois fédérales américaines y ont cours.
Dans la première section du texte, il y a :
« Whenever any citizen of the United States discovers a deposit of guano on any island, rock, or key, not within the lawful jurisdiction of any other Government, and not occupied by the citizens of any other Government, and takes peaceable possession thereof, and occupies the same, such island, rock, or key may, at the discretion of the President, be considered as appertaining to the United States. »

« Chaque fois qu'un citoyen des États-Unis découvre un gisement de guano sur n'importe quelle île, rocher ou îlot, qui n'est pas sous la juridiction légale d'un autre gouvernement et pas occupé par des citoyens d'un autre gouvernement, et prend possession pacifiquement de celle-ci, et l'occupe de la même façon, cette île, rocher ou îlot peut, à la discrétion du président, être considérée comme appartenant aux États-Unis. »

## Contexte
Dans les années 1840, le guano est devenu un engrais important en agriculture et une source de salpêtre pour fabriquer de la poudre noire. En 1855, les autorités américaines apprirent qu'il y avait de riches gisements de guano sur des îles de l'océan Pacifique. Le Congrès a passé cette loi pour profiter de ces gisements.
La loi indique que l'île sera considérée comme appartenant aux États-Unis, mais le pays n'est pas obligé de retenir cette possession une fois le guano épuisé. Cependant, elle ne définit pas le statut légal de l'île une fois que les États-Unis l'ont abandonnée. Implicitement, l'île retournera à son état précédent de terra nullius.
C'était le point de départ du concept du insular area parmi les territoires des États-Unis. Jusqu'à cette date, n'importe quel territoire acquis par les États-Unis était considéré comme devenant partie du pays à moins qu'un traité n'en modifie l'appartenance. Avec cette notion, un terrain pouvait être détenu par le gouvernement fédéral américain sans qu'il ne puisse devenir, par exemple, un État. Celle loi est considérée comme un point de départ de l'impérialisme américain.
Les sections de cette loi qui permettait d'appliquer les lois des États-Unis aux îles ainsi « acquises » a été déclaré constitutionnelle par la Cour suprême des États-Unis en 1890 (Jones v. United States (1890), 137 U.S.  202 (1890)).

## Réclamations

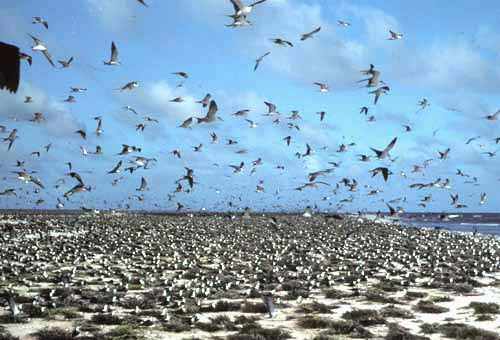
Colonie de sternes sur l'Île Jarvis.

Plus de 100 îles ont été réclamées par les États-Unis en application de la Guano Islands Act. En 2009, plusieurs n'appartiennent plus aux États-Unis. Celles qui le sont encore sont :
- Banc de Bajo Nuevo/Petrel Island
- Île Baker
- Atoll de la Frégate française
- Île Howland
- Île Jarvis
- Atoll Johnston
- Récif Kingman/Danger Rock
- Îles Midway
- Île de la Navasse
- Banc de Serranilla
- Atoll Palmyra (réclamation fallacieuse, car il n'y avait pas de guano)

En 1857, l'île de la Navasse a été réclamée par les États-Unis selon les termes du Guano Islands Act, malgré une demande antérieure d'Haïti en 1801. L'île a été exploitée pour son guano, mais est redevenue inhabitée à la fin de la Seconde Guerre mondiale. Les États-Unis n'ont pas formellement abandonné l'île et continuent à l'administrer in absentia en tant que National Wildlife Refuge. La réclamation par Haïti est toujours en vigueur. De plus, un groupe citoyen de Colombie a tenté d'établir un nouvel État indépendant, Navaza, mais leur réclamation n'est pas réalisée, car ils ne demeurent pas physiquement sur l'île.
Des cas plus compliqués sont survenus à propos de la possession du Banc de Serranilla et du Banc de Bajo Nuevo. En 1899, une réclamation a été effectuée pour l'île de Fox au Québec.
En 1964, Leicester Hemingway, frère de l'écrivain Ernest Hemingway, a tenté d'établir une micronation nommée Republic of New Atlantis sur un radeau de bambou, lequel mesurait 8 × 30 pieds et était mouillé à un bloc moteur en dehors des eaux territoriales de la Jamaïque. Il basait sa demande de souveraineté sur certaines provisions du Guano Islands Act. Malgré un but scientifique, sa réclamation n'a jamais été reconnue par les États-Unis ni par la Jamaïque. Son radeau a été détruit en 1966 lors d'une tempête tropicale,.
En 1971, les États-Unis et le Honduras ont signé un traité qui reconnaît la souveraineté du Honduras sur les îles Swan.